# Cilunculus alcicornis
Cilunculus alcicornis is een zeespin uit de familie Ammotheidae. De soort behoort tot het geslacht Cilunculus. Cilunculus alcicornis werd in 1978 voor het eerst wetenschappelijk beschreven door Stock. 